# قوات الأمن

الملازم الأول بالجيش الأمريكي جوشوا بريور، على اليمين، المخصص لتشارلي تروب، السرب السادس، فوج الفرسان الثامن، يقوم بدورية حضور ومهمة إعادة إمداد مع ضباط الشرطة المحلية الأفغانية وجنود الجيش الوطني الأفغاني بالقرب من المخفر القتالي باراكي باراك، مقاطعة لوجار، أفغانستان. 22 مايو 2013.

قوات الأمن هو مصطلح كثيرا ما يستخدم لوصف المنظمات القانونية مع الجيش أو القوات شبه العسكرية أو ولايات الأمن الداخلي. في السياق القانوني للعديد من الدول، فإن المصطلح قد يدل على أنواع مختلفة من الشرطة والوحدات العسكرية العاملة في الإتفاقية،  أو الدور المهيمن للوكالات الغير التقليدية (مثل الدرك) في توفير الأمن الداخلي والخارجي والأمن العام.

## أمثلة على قوات الأمن
- قوات الأمن الوطنية الأفغانية.
- قوة الأمن الصناعي المركزي.
- قوات الأمن المصري.